# 6 Ceti
Désignations
6 Ceti (en abrégé 6 Cet)  est une étoile de la  constellation équatoriale de la Baleine. Elle est visible à l'œil nu et sa magnitude apparente est de 4,89. Il s'agit d'une étoile jaune-blanc de la séquence principale distante de 61,6 année-lumière de la Terre.

## Environnement stellaire
6 Ceti présente une parallaxe annuelle de 52,95 ± 0,10 mas telle que mesurée par le satellite Gaia, ce qui permet d'en déduire qu'elle est distante de 18,89 ± 0,03 pc (∼61,6 al) de la Terre. L'étoile se déplace sur la sphère céleste à un mouvement propre relativement important de 282 mas/an. Elle s'éloigne du Système solaire à une vitesse radiale héliocentrique de +14,9 km/s. C'est l'une des étoiles de vitesse radiale standard de l'UAI.
6 Ceti est une étoile solitaire, qui ne possède pas de compagnon stellaire connu avec lequel elle serait physiquement associée.

## Propriétés
Gray et al. (2006) donnent à l'étoile un type spectral de F8 V Fe−0.8 CH−0.5, ce qui indique qu'elle est une étoile jaune-blanc de la séquence principale qui possède une sous-abondance en fer et en molécule de méthylidyne (CH) dans son atmosphère stellaire. L'étoile est âgée d'environ 4,2 milliards d'années et sa masse est 12 % supérieure à celle du Soleil. Son rayon est 51 % plus grand que le rayon solaire et elle est 3,15 fois plus lumineuse que le Soleil. Sa température de surface est de 6 289 K et elle tourne sur elle-même à une vitesse de rotation projetée de 4,88 km/s.